# Gaujac (Gard)
Gaujac is een gemeente in het Franse departement Gard (regio Occitanie). De plaats maakt deel uit van het arrondissement Nîmes. Gaujac telde op 1 januari 2022 1.069 inwoners.

## Geografie
De oppervlakte van Gaujac bedroeg op 1 januari 2022 10,28 vierkante kilometer; de bevolkingsdichtheid was toen 104 inwoners per km².

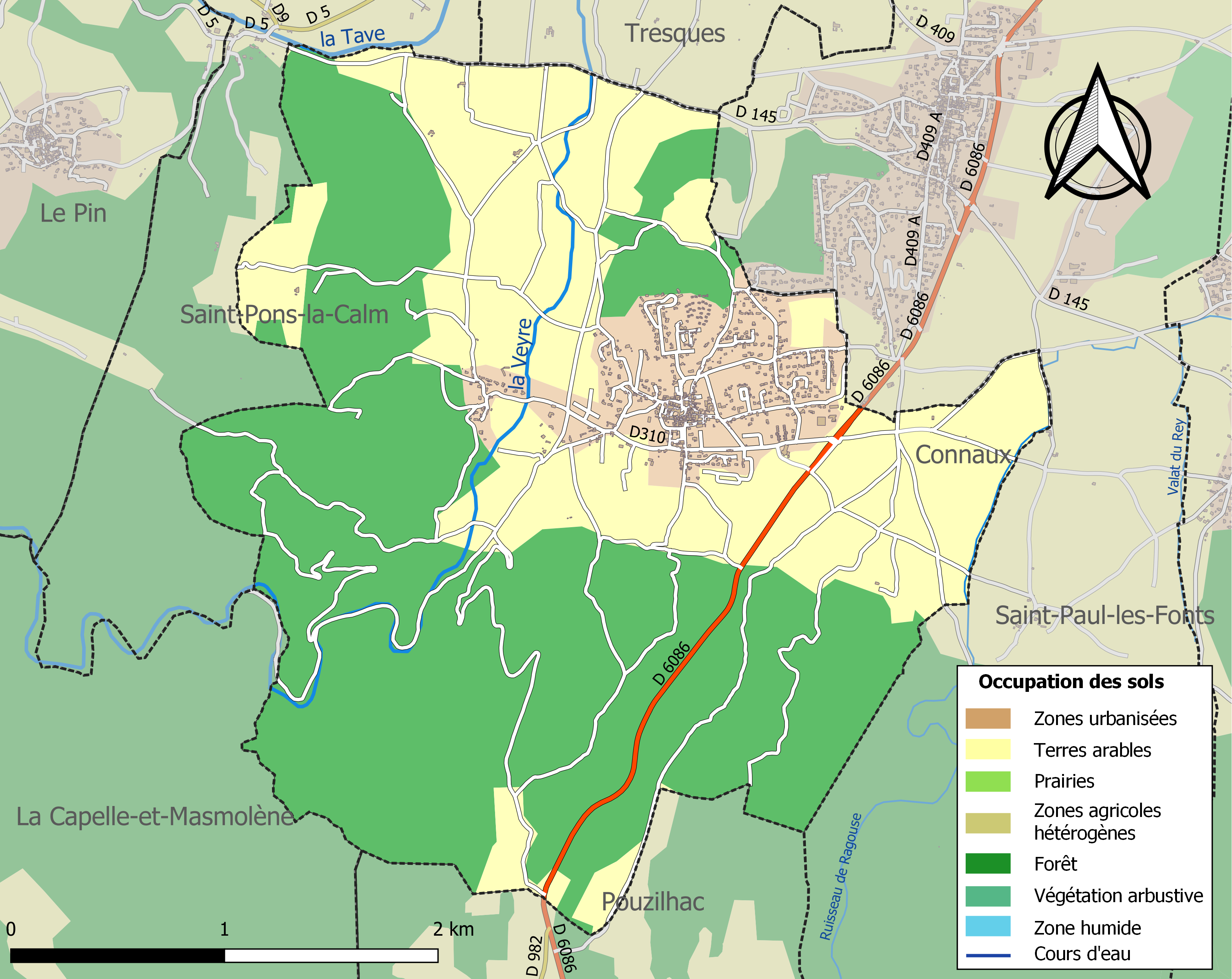
Kaart van de gemeente met belangrijkste infrastructuur, bodemgebruik en omliggende gemeenten

## Demografie
Onderstaande figuur toont het verloop van het inwonertal (bron: INSEE-tellingen).